# Caccodes thainiger
Caccodes thainiger es una especie de coleóptero de la familia Cantharidae.

## Distribución geográfica
Habita en Tailandia.